# Mbox
Pour les articles homonymes, voir box.

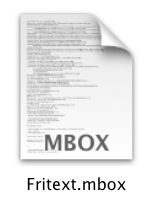
Logo d'un fichier mbox

Le format mbox est un format ouvert de stockage de courriel couramment utilisé. Il repose sur les trois principes suivants :
- attribuer un fichier à chaque dossier (au lieu d'un fichier par message, ou d'un répertoire par dossier) ;
- tout coder en ASCII sur 7 bits, même les pièces jointes, fichiers binaires, etc. ;
- utiliser comme séparateur de messages une ligne vide suivie du mot « From » en début de ligne.

La première apparition de ce format fut pour Unix version 6 d'AT&T.
Le fichier au format mbox peut être ouvert avec un éditeur de texte. Il peut être transformé en fichier HTML avec hypermail. Par ailleurs, certains clients de messagerie tels que RoundCube permettent d'archiver des courriels dans ce format.
Pour convertir une boîte aux lettres du format propriétaire Outlook .pst au format mbox, il existe un projet open source readpst.

## Mbox modifiés
La famille des formats mbox comprend quatre variantes populaires mais incompatibles entre elles : mboxo, mboxrd, mboxcl et mboxcl2.
Certains clients de messagerie utilisent l'une de ces variantes pour leurs répertoires de messages. Eudora utilise la variante mboxo, où l'adresse électronique de l'expéditeur est remplacée par une chaîne de caractères constante de la forme « ???@??? ». La famille Mozilla (Mozilla, Netscape, Thunderbird, etc.) utilise quant à elle mboxrd avec des règles de citation des lignes « From » bien plus complexes.
Si le mot « From » apparaît au début d'une ligne, soit dans le corps du message, soit – cas peu probable pour un message correctement formaté – dans l'en-tête, le message électronique doit être modifié avant qu'il ne soit stocké dans le fichier mbox ; sinon, la ligne sera interprétée comme une frontière entre deux messages. Cela est réalisé en ajoutant le signe « > ».